# 張育陞
張 育陞（ウェード式：Chang Yu-sheng、チャン・ユーシェン、2000年3月30日 - ）は、台湾の男子バレーボール選手である。

## 来歴
台湾出身。12歳の頃からバレーボールを始める。
2019年、チャイニーズタイペイ代表としてアジア選手権に出場。同年、日本のV.LEAGUE DIVISION2(V2)に所属するヴォレアス北海道に入団した。
2020-21シーズン、V2でチームの準優勝に貢献し、敢闘賞とサーブ賞を受賞した。
2021年もアジア選手権に出場した。2021-22シーズン、V2でチームの優勝に貢献し、最高殊勲選手賞(MVP)と得点王、サーブ賞を受賞した。
2021-22シーズン、V2男子でチームの優勝に貢献し、最高殊勲選手賞、得点王、サーブ賞を受賞した。
2022年、チャイニーズタイペイ代表としてAVCカップに出場した。
2022-23シーズン、V2男子でチームの連覇に貢献し、最高殊勲選手賞、得点王、スパイク賞、サーブ賞を受賞した。チームはV1・V2入替戦で連勝しV1昇格を果たした。

## 球歴
- チャイニーズタイペイ代表
  - アジア選手権 - 2019年、2021年
  - AVCカップ - 2022年

## 所属チーム
- 台電男排Taipower Men（中国語版）
- ヴォレアス北海道 （2019年-）

## 受賞歴
- 2021年 - 2020-21 V.LEAGUE DIVISION2 MEN 敢闘賞、サーブ賞
- 2022年 - 2021-22 V.LEAGUE DIVISION2 MEN 最高殊勲選手賞、得点王、サーブ賞
- 2023年 - 2022-23 V.LEAGUE DIVISION2 MEN 最高殊勲選手賞、得点王、スパイク賞、サーブ賞